# Max Brockert

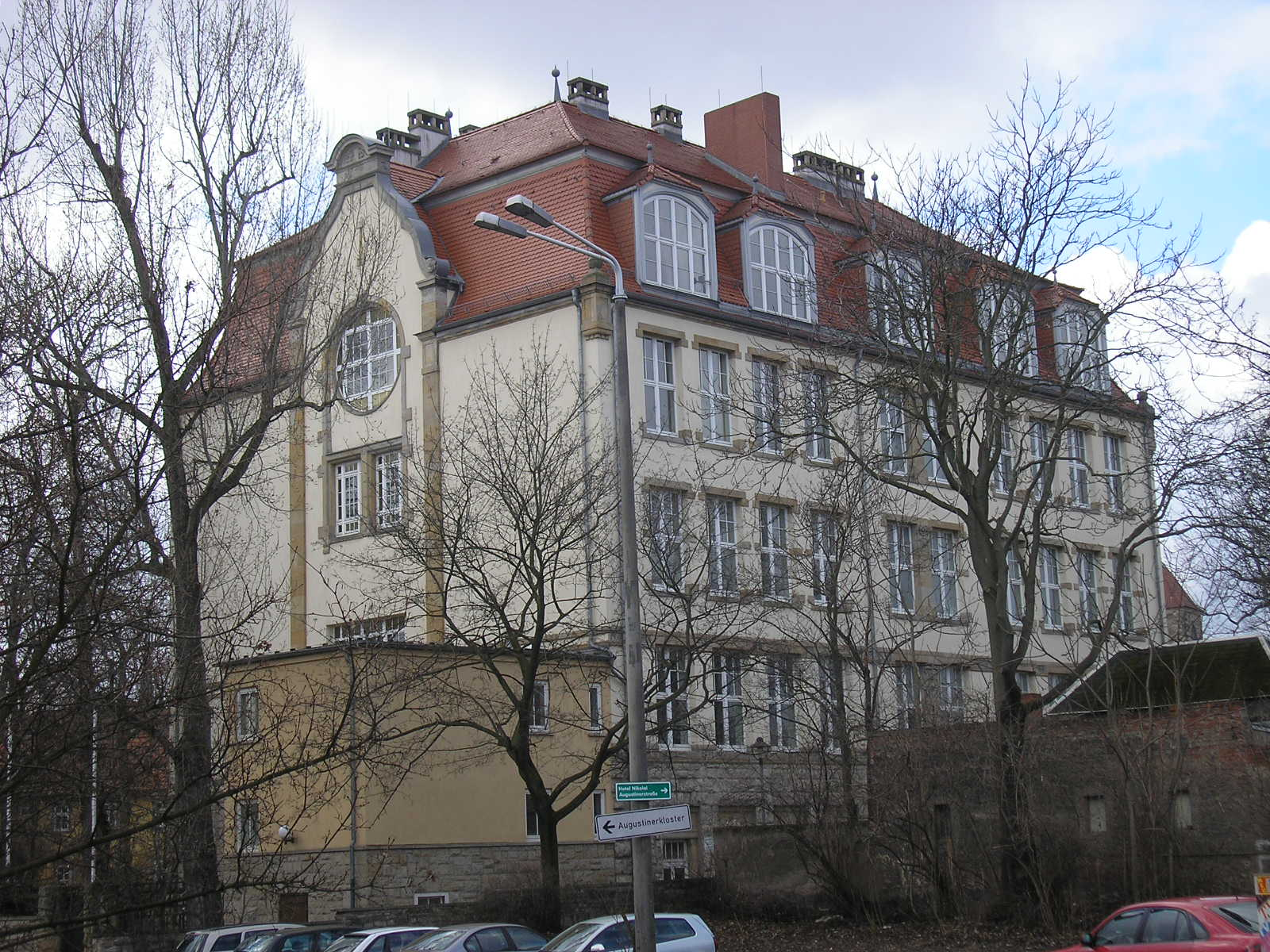
Kunstgewerbeschule Am Hügel in Erfurt

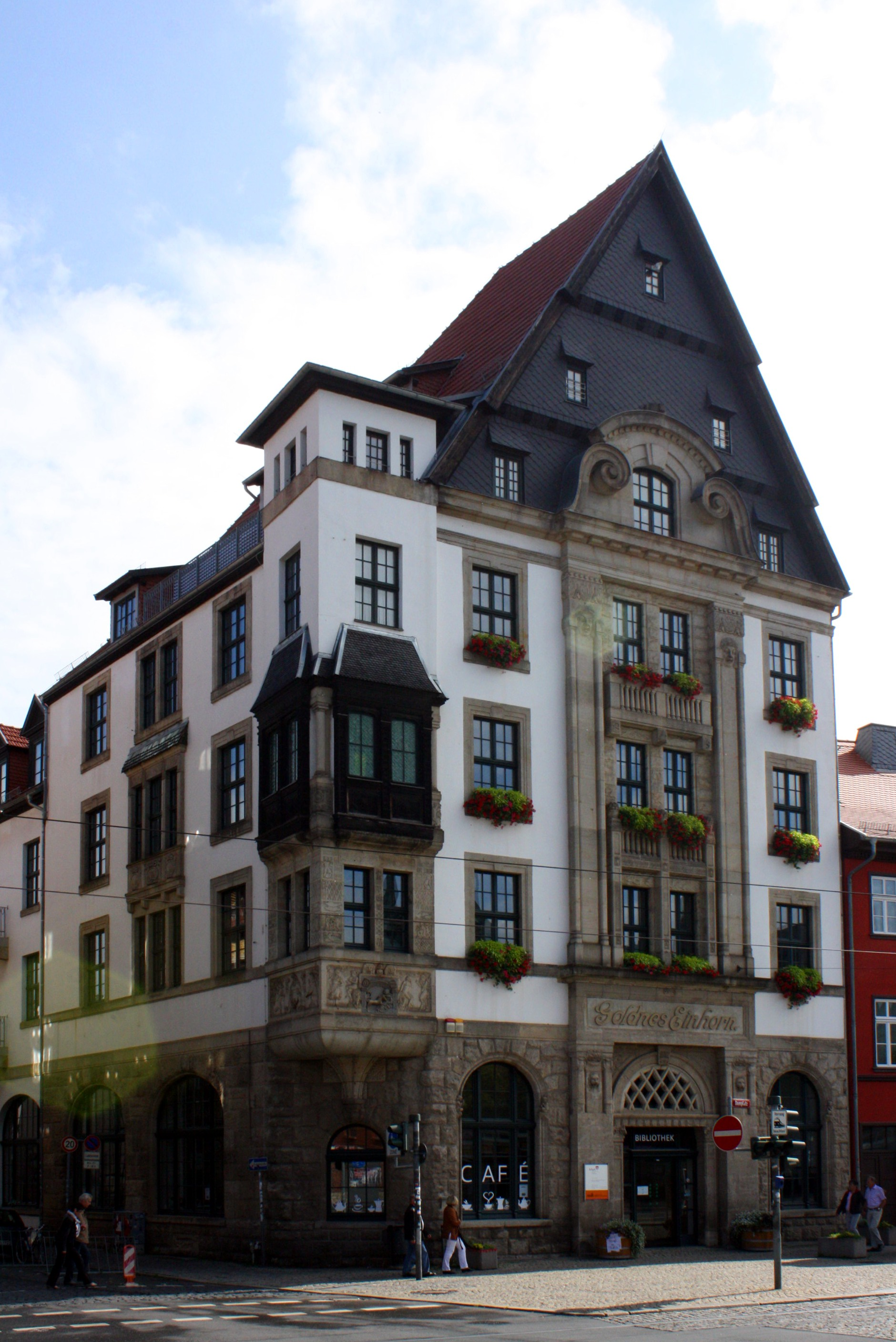
„Zum goldenen Einhorn“, Domplatz 1 in Erfurt

Max Brockert (* 1870 in Einberg; † 1962 in Erfurt) war ein deutscher Architekt.

## Leben
Max Brockert studierte Architektur an der Unterrichtsanstalt des Kunstgewerbemuseums Berlin, u. a. bei Alfred Messel. Seit etwa 1903 lebte er in Erfurt, wo er ein Architekturbüro gründete und sich an der damaligen Hohenzollernstraße, der jetzigen Alfred-Hess-Straße, ein Haus baute. In den Jahrzehnten danach entstanden Villen, Wohn- und Geschäftshäuser, Kirchen und Industrieanlagen nach seinen Plänen in ganz Thüringen. Sein Baustil ist geprägt durch den späten Jugendstil und die Heimatschutzbewegung, wobei er dekorative Elemente nur sehr sparsam und wirkungsvoll einsetzte. Er gehörte zu den einflussreichsten Architekten Erfurts in der ersten Hälfte des 20. Jahrhunderts.
Nach Max Brockert ist eine Straße in der Ringelberg-Siedlung in Erfurt benannt.

## Bauten (Auswahl)
- 1903–1904: Neubau für die Kunstgewerbeschule Erfurt (zusammen mit Stadtbaurat Paul Peters)
- 1906: eigenes Wohnhaus in Erfurt, Alfred-Hess-Straße 27
- 1912–1913: Evangelisch-Lutherische Christuskirche in Erfurt, Tettaustraße 3–4
- um 1913: Volksschule (heutige Regelschule „Christian Gotthilf Salzmann“) in Sömmerda, Kölledarer Straße 29
- um 1913: Wohn- und Geschäftshaus Zum goldenen Einhorn (heute Stadtbibliothek) in Erfurt, Domplatz 1
- 1914: Gebäude der Dresdner Bank AG (heute Apotheke) in Erfurt, Anger 58
- 1916–1917: Wohn- und Geschäftshaus für Hermann Janssen (heute DKB AG) in Erfurt, Anger 30–32
- 1921: Umbau und Erweiterung von Schloss Meisdorf
- 1924–1925: Wohnhaus für Wilhelm Hoffmeister in Coburg
- 1930–1931: Büro- und Geschäftshaus-Gruppe Phönix-Haus in Erfurt, Bahnhofstraße 41–45 (gemeinsam mit Ernst Flemming)
- 1936: Verwaltungsgebäude (heute Wohnungsbaugenossenschaft) in Erfurt, Karl-Marx-Platz 4